# ميخائيل تومي
ميخائيل تومي (بالإنجليزية: Michael Tommy)‏ (30 يونيو 1979 بفريتاون في سيراليون - ) هو لاعب كرة قدم سيراليوني في مركز حراسة المرمى. شارك مع منتخب سيراليون لكرة القدم. أما مع النوادي، فقد لعب مع نادي كارتاهينيس وA.D. Municipal Liberia ‏ ومايتي بارولي ‏ وMighty Blackpool F.C. ‏ وBelén F.C. ‏ ونادي هيريديانو ونادي بونتاريناس.

## وصلات خارجية
- ميخائيل تومي على موقع قاعدة بيانات كرة القدم.إي يو (الإنجليزية)
- ميخائيل تومي على موقع ناشيونال فوتبول تيمز (الإنجليزية)